# Janine Massard
Janine Massard (* 13. November 1939) ist eine Schweizer Schriftstellerin, die im Kanton Waadt geboren ist.

## Leben
Janine Massard stammt ursprünglich aus Yverdon-les-Bains und Lucens. Sie begann in Lausanne Literatur zu studieren. Nach drei Semestern unterbrach sie jedoch und arbeitete in verschiedenen Berufen, bevor sie sich dem Schreiben widmete.
Ihre Arbeit umfasst eine Sammlung von Kurzgeschichten, eine Chronik, aber vor allem Geschichten und Romane, manchmal autobiografisch wie La Petite Monnaie des jours (1985), für den sie 1986 den Schiller-Preis erhielt.
Bei Editions de l’Aire veröffentlichte sie Trois Mariages (Drei Ehen), eine Analyse der Institution der Ehe über Generationen hinweg und in verschiedenen sozialen Schichten, die ihr den Preis der Waadtländer Schriftsteller einbrachte. Was von Katharina übrig bleibt wurde ebenfalls von Editions de l'Aire herausgegeben und sie erhielt dafür den Édouard-Rod-Preis (2002).
Sie sagte in einem Interview zu ihrer Inspirationsquelle:

„Die Realität hat mich immer mit ihrer neuen, überraschenden, surrealistischen Seite herausgefordert. Ich würde sogar sagen, dass sie mehr Phantasie hat als ich, dass sie Teil des Weltmarsches ist, dass sie mehr Szenarien "erfindet", als ich tun kann. Deshalb bin ich von ihr inspiriert. Was den Unterschied zwischen der Realität und dem, was ich zu Papier bringe, ausmacht, ist das, was wir Schreiben nennen.“

## Veröffentlichungen
- … de seconde classe (… zweite Klasse), Eygalières (Frankreich), Le Temps parallèle, 1978
- Christine au dévaloir (Christine im Müllschlucker), Genf, Eliane Vernay, 1980
- L’avenir n’est pas pour demain (Die Zukunft ist nicht für morgen), Lausanne, Clin d'Œil, 1981
- La Petite Monnaie des jours (Das Kleingeld der Tage), Erzählung, Lausanne, En bas, 1985
- Terre noire d’usine, paysan-ouvrier dans le Nord vaudois au xxe siècle (Schwarze Erde der Fabrik – Bauern-Arbeiter im nördlichen Waadt im XXten Jahrhundert), Yverdon-les-Bains, Editions de la Thièle, 1990
- Trois mariages (Drei Hochzeiten), Aire-Ausgaben, Vevey, 1992
- Ce qui reste de Katharina (Was von Katharina übrig bleibt), Éditions de l'Aire 1997
- Vidy et ailleurs (Vidy und anderswo), Fotografien von Luc Chessex, Lausanne, Payot-Ausgaben, 2003
- Comme si je n’avais pas traversé l'été(Als hätte ich den Sommer nicht durchquert), Vevey, Éditions de l'Aire, 2004
- Le Jardin face à la France (Der Garten vor Frankreich), Orbe, Bernard Campiche (Herausgeber), 2005
- L’Héritage allemand (Deutsches Erbe), Orbe, Bernard Campiche (Herausgeber), 2008
- Childéric et Cathy sont dans un bateau (Childéric und Cathy sind in einem Boot), Orbe, Bernard Campiche (Herausgeber), 2010
- Gens du lac (Leute vom See), Orbe, Bernard Campiche (Herausgeber), 2013
- Question d’honneur (Frage der Ehre), Roman, Orbe, Bernard Campiche (Herausgeber), 2016
- Grand-mère et la mer (Grossmutter und das Meer), Roman, Orbe, Benard Campiche (Herausgeber), 2019

## Preise
- 1986: Schiller-Preis für La Petite Monnaie des Jours (1985)[1]
- 1993: Preis der Waadtländer Schriftsteller für das Lebenswerk
- 1998: Preis der Bibliothek für alle für Was von Katharina übrig bleibt (1997)
- 2002: Édouard-Rod-Preis für Als hätte ich den  Sommer nicht durchquert[2]
- 2007: Waadt-Kulturpreis für Der Garten vor Frankreich (2005)[3]